# 华联奎
华联奎（1927年10月—2022年8月5日），男，江苏吴县人，中华人民共和国政治人物。曾任上海市高级人民法院院长，最高人民法院常务副院长，第八届全国政协常委等职。

## 生平
曾先后入之江大学、大夏大学（今华东师范大学）学习。1945年加入中国共产党。
中华人民共和国建国后，华联奎曾历任上海市长宁区人民法院院长，上海市司法局副处长，上海市高级人民法院院长，上海市第九届人大常委会副主任。1988年7月，出任最高人民法院常务副院长。1993年离休，并当选第八届全国政协常委。